# George Gardiner
George Gardiner (* 17. März 1877 in Lisdoonvarna, County Clare, Irland; † 8. Juli 1954) war ein irischer Boxer im Halbschwergewicht.
Am 4. Juli im Jahre 1903 wurde Gardiner mit einem Sieg durch K. o. in Runde 12 in einem auf 20 Runden angesetzten Kampf gegen Jack Root Weltmeister. Diesen Titel verlor bereits in seiner ersten Titelverteidigung im November desselben Jahres an den Briten Bob Fitzsimmons über 20 Runden nach Punkten.